# Cybocephalus randalli
Cybocephalus randalli là một loài bọ cánh cứng trong họ Cybocephalidae. Loài này được Smith in Smith & Cave miêu tả khoa học năm 2006.